# Mjösjön (Södra Unnaryds socken, Småland)
Mjösjön är en sjö i Hylte kommun i Småland och ingår i Lagans huvudavrinningsområde.